# Културни менаџер
Културни менаџер (шп. gestor cultural) је особа која је мотивисана усавршавањем уметности, ради самостално и професионално са познавањем предмета и развија сарадњу као посредник између државних и/или приватних културних институција са уметницима из различитих области и артикулише свој рад на тржишту уз промоцију и национално и међународно ширење. Менаџер културе тражи конкретне мере успеха увек са намером да унапреди ниво културе, тражи активну кохезију између друштва, владиног сектора, приватног сектора и уметника. Његов рад управљања културом представља изазове учења у различитим областима као што су управљање економским ресурсима, обука и уметничка комуникација. Културни менаџер је нова професија, представља особу коју карактерише способност да визуализује и интерпретира таленат, да успостави дијалог са уметницима и да их повеже са културним пројектима који се развијају. Универзитети који нуде програме из културног менаџмента су Универзитет Антиокија, Латиноамерички институт друштвених наука, Универзитет Чилеа, Универзитет Кордоба, Универзитет Колумбија, Универзитет Барселона, Универзитет Каталоније и Универзитет Пиура.